# (3907) Kilmartin
(3907) Kilmartin est un astéroïde de la ceinture principale.

## Description
(3907) Kilmartin est un astéroïde de la ceinture principale. Il fut découvert le 14 août 1904 à Heidelberg par Max Wolf. Il présente une orbite caractérisée par un demi-grand axe de 2,79 UA, une excentricité de 0,12 et une inclinaison de 11,0° par rapport à l'écliptique.

## Compléments